# RTV Utrecht
RTV Utrecht, en forme longue Radio Televisie Utrecht, est une société néerlandaise de radiodiffusion publique régionale de la province d'Utrecht, créée en 2002. Le siège social de RTV Utrecht est situé dans la ville d'Utrecht. 
Elle regroupe deux stations de radio : Radio M Utrecht et Bingo FM ; et les chaînes de télévision RTV Utrecht et UStad (chaîne locale pour la ville d'Utrecht). RTV Utrecht participe également dans la station de radio FunX.

## Diffusion
La radio et la télévision sont recevables dans la province d'Utrecht par DVB-T. La chaîne de télévision est recevable à l'échelle nationale par le câble, IPTV et la satellite. La radio est recevable dans la province d'Utrecht sur la bande FM, DAB+, DVB-T et à l'échelle internationale par Internet.